# Istruzione in Albania
Il tasso di istruzione in Albania per la popolazione di 9 anni o più è di circa il 99%. L'obbligo scolastico va da 6 a 15 anni e comprende la scuola primaria (shkolla fillore, da 6 a 14 anni) e la scuola secondaria di primo grado (shkolla e detyrushme, da 10 a 14 anni). La maggior parte degli studenti continua comunque il percorso studi nella scuola secondaria di secondo grado.
La maggior parte delle scuole è pubblica e finanziata dal governo, ma di recente sono state aperte diverse scuole private di vari livelli. 
In tutto il paese ci sono circa 5000 scuole. L'anno scolastico è diviso in due semestri. La settimana scolastica inizia il lunedì e termina il venerdì. A seconda del livello, l'anno scolastico inizia di solito a metà settembre od ottobre e termina a giugno o luglio. C'è una pausa invernale di circa due settimane.

## Storia

### Periodo precomunista
Ancora nel 1946, circa l'85% della gente era analfabeta.
L'analfabetismo fu in passato accentuato dal fatto che la popolazione parlava la lingua albanese. Infatti, fino alla metà del XIX secolo, i governanti ottomani proibirono l'utilizzo della lingua albanese nelle scuole. Il turco era parlato nelle poche scuole che servivano la comunità musulmana. Queste istituzioni erano situate prevalentemente nelle cittadine e nelle grandi città. Le scuole per i bambini ortodossi erano sotto la supervisione del Patriarcato Ecumenico di Costantinopoli. Gli insegnanti di queste scuole di solito erano reclutati dal clero ortodosso e la lingua d'insegnamento era il greco. La prima scuola in lingua albanese in epoca moderna è stata un seminario francescano, aperta nel 1861 a Scutari, anche se ci sono citazioni di scuole albanesi dei Francescani nell 1638 in Pdhanë.
Dal 1880 circa al 1910, molti patrioti albanesi intenti a creare un senso di coscienza nazionale fondarono scuole elementari in alcune città e paesi, per lo più nel sud, ma questi istituti vennero chiusi dalle autorità ottomane. All'avvento del movimento dei Giovani Turchi nel 1908, i patrioti albanesi si sentirono motivati ad intensificare i loro sforzi; nello stesso anno un gruppo di intellettuali si incontrarono a Monastir per scegliere un alfabeto albanese. I libri scritti in albanese prima del 1908 avevano utilizzato una miscela di alfabeti, composta prevalentemente da combinazioni di lettere latine, cirilliche e turche ottomane (all'epoca il turco veniva scritto con una variante dell'alfabeto arabo).
I partecipanti alla riunione di Monastir svilupparono un alfabeto unificato basato su caratteri latini. Un certo numero di libri di testo ben presto venne scritto nel nuovo alfabeto e vennero aperte scuole elementari in lingua albanese in varie parti del paese. Nel 1909, per soddisfare la domanda di insegnanti in grado di insegnare nella lingua nativa, una scuola normale fu stabilita a Elbasan. Nel 1910, però, i Giovani Turchi, temendo l'emergere del nazionalismo albanese, chiusero tutte le scuole che utilizzavano l'albanese come lingua di insegnamento.
Anche dopo l'indipendenza dell'Albania, le scuole erano poche. Le condizioni di instabilità politica causate dalle guerre balcaniche e dalla prima guerra mondiale ostacolarono lo sviluppo di un sistema scolastico unificato. Quando la prima guerra mondiale scoppiò (1914), l'istruzione in Albania era praticamente inesistente.
Le potenze straniere occupanti aprirono alcune scuole nelle rispettive aree di controllo, ognuna però nella propria lingua. Alcune di queste scuole, soprattutto italiane e francesi, continuarono a funzionare dopo la prima guerra mondiale e giocarono un ruolo significativo nella introduzione di metodi educativi e principi occidentali. Particolarmente importante è stato il Liceo Nazionale di Coriza, in cui la lingua d'insegnamento era francese.
Subito dopo la costituzione nel 1920 di un governo nazionale che comprendeva un ministero dell'educazione, vennero gettate le fondamenta per un sistema educativo nazionale. Scuole elementari furono aperte nelle città e in alcuni dei villaggi più grandi e le scuole italiane e francesi che rano state aperte durante la prima guerra mondiale vennero rafforzate. Nel frattempo, furono fondate due importanti scuole americane: una scuola professionale a Tirana, istituita dalla Croce Rossa Americana Junior nel 1921, e la American School agricola in Kavajë, sponsorizzata dalla Fondazione Vicino Oriente. Diversi futuri uomini politici comunisti sono stati educati nelle scuole straniere: Enver Hoxha si diplomò presso il Liceo Nazionale nel 1930 e Mehmet Shehu, che sarebbe diventato primo ministro, completò gli studi presso la scuola professionale americana nel 1932.
Dopo il 1920, nel periodo in cui furono gettate le fondamenta dello stato moderno albanese, si compirono notevoli progressi verso lo sviluppo di un sistema educativo albanese. Nel 1933 la Costituzione venne modificata per rendere l'educazione dei cittadini un diritto esclusivo dello Stato. Tutte le scuole in lingua straniera, ad eccezione della American School agricola, vennero chiuse o nazionalizzate. Questa mossa aveva lo scopo di fermare la rapida diffusione delle scuole promosse direttamente dal governo italiano, soprattutto tra i cattolici del nord.
La nazionalizzazione delle scuole fu seguita nel 1934 da una profonda riorganizzazione del sistema educativo nazionale. Il nuovo sistema rendeva obbligatoria la frequenza delle scuole elementari per gli alunni di età compresa fra i 4 e i 14 anni. Essa prevedeva inoltre l'ampliamento delle scuole secondarie di vario genere, la creazione di nuove scuole tecniche, professionali, commerciali e di scuole secondarie e l'accelerazione e l'ampliamento della formazione degli insegnanti. La legislazione del 1934 non fu però pressoché applicata nelle zone rurali, sia perché i contadini avevano bisogno del lavoro dei bambini nei campi, sia per la mancanza di edifici scolastici, insegnanti e mezzi di trasporto.
Le uniche scuole private che operavano in Albania prima della seconda guerra mondiale erano quelle per la minoranza greca che viveva nel distretto di Argirocastro. Anche queste scuole furono chiuse con la modifica costituzionale del 1933, ma la Grecia portò il caso alla Corte internazionale permanente di giustizia, che costrinse l'Albania a riaprirle.
Prima della seconda guerra mondiale l'Albania non aveva università e tutti gli studi avanzati venivano proseguiti all'estero. Ogni anno lo Stato concedeva un numero limitato di borse di studio per diplomati meritevoli delle scuole superiori, che altrimenti non avrebbero potuto permettersi di proseguire gli studi. Ma il maggior numero degli studenti universitari proveniva da famiglie private benestanti. La grande maggioranza degli studenti frequentava le università italiane per la loro vicinanza e per il rapporto speciale tra i governi di Roma e di Tirana. Il governo italiano stesso, seguendo una politica di penetrazione politica, economica, militare e culturale del paese, concedeva un certo numero di borse di studio a studenti albanesi raccomandati dalla propria legazione a Tirana.
Subito dopo che gli italiani occuparono l'Albania nell'aprile del 1939, il sistema educativo passò sotto il totale controllo italiano. L'insegnamento della lingua italiana fu reso obbligatorio in tutte le scuole secondarie e l'ideologia fascista pervase i programmi. Dopo il 1941, quando la guerriglia partigiana iniziò ad operare contro le forze italiane, il sistema educativo rimase paralizzato. Le scuole secondarie divennero centri di resistenza e di reclutamento partigiano e molti insegnanti e studenti andarono in montagna per unirsi ai gruppi della resistenza. Nel settembre 1943, quando l'Italia si arrese agli Alleati e le truppe tedesche invasero e occuparono l'Albania, l'educazione restò completamente bloccata.

### Periodo comunista
Una volta preso il potere alla fine del 1944, il partito comunista diede la massima priorità alla riapertura delle scuole e ad un'organizzazione del sistema educativo nel suo complesso, in modo da riflettere l'ideologia comunista. Gli obiettivi del regime per il nuovo sistema scolastico erano cancellare l'analfabetismo nel paese il più presto possibile, trasmettere ai giovani albanesi le idee e i principi del comunismo, come interpretato dal partito, e, infine, educare i bambini di tutte le classi sociali sulla base di questi principi. La costituzione comunista del 1946 chiariva che il regime intendeva portare tutti i bambini sotto il controllo dello Stato. Tutte le scuole vennero subito poste sotto la gestione dello Stato. Allo stesso tempo, a causa della mancanza di specialisti in molti campi del sapere, molti giovani furono inviati dall'estero dai paesi con cui l'Albania aveva collegamenti diplomatici (Unione Sovietica Cina, Cecoslovacchia, Polonia, Romania, ecc).
Nel 1946 la legge di riforma dell'istruzione si riferiva specificamente ai principi dell'ideologia comunista, che permanevano in tutti i testi scolastici. Nel settembre 1949 il governo promulgò una legge che obbligava tutti i cittadini di età compresa tra i 12 e i 40 anni che non sapevano leggere a frequentare lezioni di lettura e scrittura. Corsi per contadini analfabeti vennero organizzati dalle sezioni educative dei consigli popolari. Gli organi politici delle forze armate organizzarono corsi paralleli per analfabeti del personale militare.
Oltre a fornire gratuitamente la scuola dell'obbligo elementare per sette anni e quattro anni di istruzione secondaria, la legge del 1946 previde l'istituzione di una rete di formazione professionale e commerciale, la formazione degli insegnanti e corsi per preparare personale, tecnici e operai specializzati per le varie attività sociali, culturali ed economiche. Un'altra legge dell'istruzione, adottata nel 1948, prevedeva l'ulteriore espansione dei corsi di formazione professionale per formare lavoratori qualificati e semiqualificati e per aumentare le conoscenze teoriche e professionali dei tecnici.
Nel 1950 al sistema scolastico venne dato un approfondito orientamento sovietico sia in termini di propaganda ideologica comunista sia con il controllo del governo centrale. Le scuole secondarie tecniche vennero organizzate seguendo le stesse linee. Nel 1951 furono fondati tre istituti di istruzione superiore: l'Istituto Superiore Pedagogico, l'Istituto Superiore Politecnico e l'Istituto superiore agrario, tutti modellati su modelli sovietici. La maggior parte dei libri di testo, specialmente quelle che si occupavano di questioni scientifiche e tecniche, erano traduzioni dal russo. I corsi per la preparazione degli insegnanti erano in lingua russa, i metodi sovietici di pedagogia e psicologia e la dialettica marxista-leninista erano insegnati da istruttori sovietici. Un team di educatori sovietici pose le basi strutturali, curricolari e ideologiche della Università Enver Hoxha a Tirana (che ora si chiama Università di Tirana), che venne fondata nel 1957.
Nel 1960 il sistema di istruzione elementare e secondaria si era evoluto in un programma di undici anni, che comprendeva le scuole di formazione generale e professionale e gli istituti professionali. Nel mese di ottobre 1960, tuttavia, quando tra l'Albania e l'Unione Sovietica le tensioni stavano raggiungendo il punto di rottura, il Partito del Lavoro d'Albania  emise una risoluzione che chiedeva la riorganizzazione del sistema scolastico. Il vero obiettivo della risoluzione era quello di eliminare le scuole di influenza sovietica e riscrivere i libri di testo. Un ulteriore anno fu aggiunto agli undici anni del programma di istruzione generale e l'intero sistema scolastico venne integrato più strettamente con l'industria, al fine di preparare i giovani albanesi a sostituire gli specialisti sovietici.
Le statistiche ufficiali indicano come il regime abbia fatto notevoli progressi nel settore dell'istruzione. L'analfabetismo era stato praticamente eliminato alla fine del 1980. Da un'iscrizione di un totale di meno di 60.000 studenti di ogni livello nel 1939, il numero di persone a scuola era cresciuto a oltre 750.000 nel 1987, con oltre 40.000 insegnanti in Albania. Circa il 47% di tutti gli studenti erano donne. La percentuale di diplomati della scuola primaria che hanno continuato con un certo tipo di istruzione secondaria era passata dal 39% del 1980 al 73% del 1990.

### Dopo la caduta del comunismo

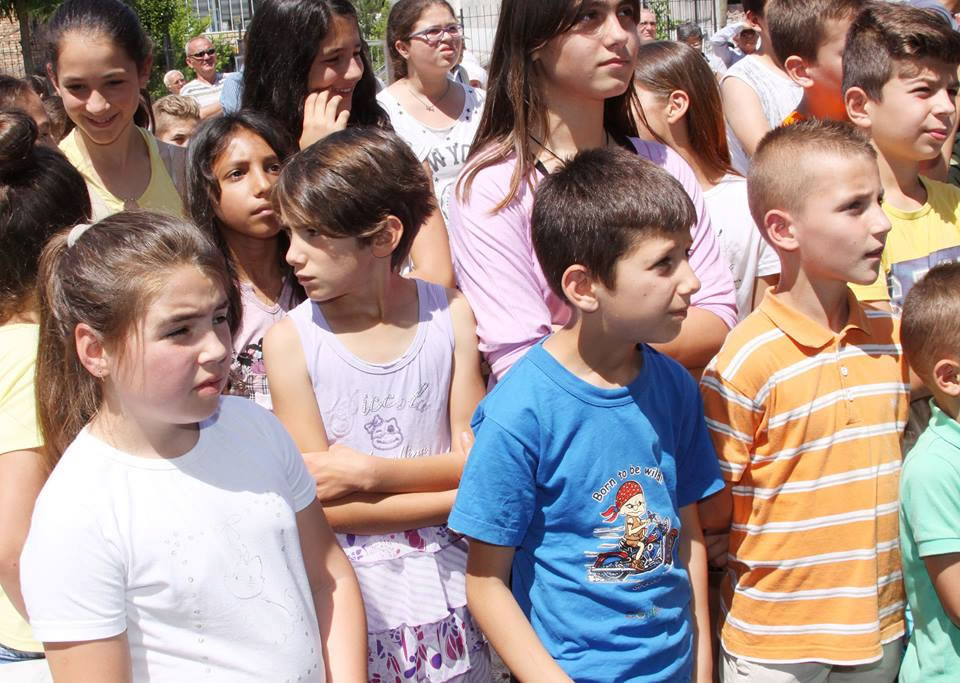
Giovani scolari albanesi

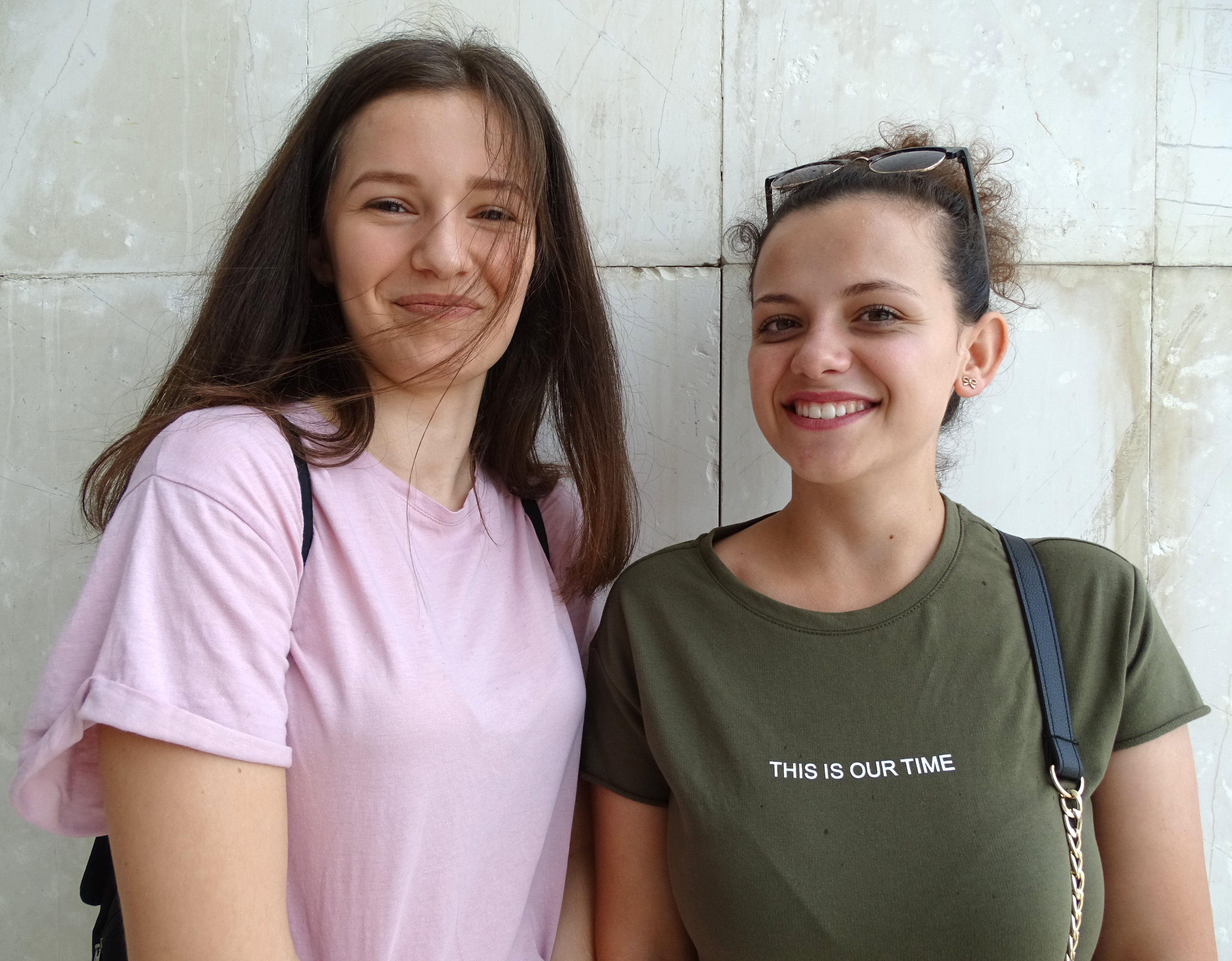
Studentesse universitarie a Tirana

Un piano di riorganizzazione è stato annunciato nel 1990 che avrebbe esteso il programma di formazione obbligatoria a 8-10 anni. L'anno seguente, però, una grave crisi economica e politica in Albania, e la conseguente ripartizione di ordine pubblico, ha immerso il sistema scolastico nel caos. Il diffuso vandalismo e la carenza estrema di libri di testo e forniture hanno avuto un effetto devastante sulle attività della scuola, spingendo l'Italia e altri paesi a fornire assistenza materiale. Il ministro di istruzione ha segnalato nel settembre del 1991 che quasi un terzo delle 2.500 scuole al di sotto del livello universitario era stata saccheggiata e rasa al suolo quindici edifici scolastici. Molti insegnanti trasferiti dalle aree rurali a quelle urbane, lasciando le scuole dei villaggi ingrossavano le file dei disoccupati nelle città e nelle cittadine, circa 2.000 insegnanti hanno lasciato il paese. L'ambiente altamente strutturato e controllato educativo che il regime comunista aveva accuratamente coltivato nel corso di oltre 46 anni è stato improvvisamente messo in frantumi e ha dovuto essere ricostruito.
Alla fine del 1990, molte scuole sono state ricostruite o ricostruite per migliorare le condizioni di apprendimento. La maggior parte dei miglioramenti si sono verificati in grandi città, come la capitale Tirana, che soffre di sovraffollamento delle aule grandi. La vecchia propaganda comunista è stata presa da tutti i programmi scolastici e una maggiore enfasi è stata posta in matematica, scienze e discipline umanistiche. La settimana di scuola è stato ridotto da 6 a 5 al giorno uno. Alcune delle scuole più ricche hanno iniziato l'introduzione di computer, ma molte scuole mancano ancora generi di prima necessità per le classi di laboratorio.